# Llantarnam
Llantarnam är en community i Storbritannien.   Den ligger i kommunen Torfaen och riksdelen Wales, i den södra delen av landet, 200 km väster om huvudstaden London.
Llantarnam ligger i den södra delen av staden Cwmbran.